# Rawon
Rawon (jaw. ꦫꦮꦺꦴꦤ꧀) – tradycyjna, indonezyjska zupa wołowa, charakterystyczna dla wschodniej Jawy, zwłaszcza miasta Surabaja.

## Charakterystyka
Potrawa przyrządzana jest na bazie krojonej w kostkę, wolno duszonej wołowiny w formie ciemnej (prawie czarnej) zupy z dodatkiem soli, szalotki, czosnku, czerwonego chili, pora, imbiru, kurkumy, galangalu, orzechów pekan, kolendry, kminku, pieprzu, liści pomarańczy, liści laurowych, cukru, liści limonki, trawy cytrynowej i przyprawy keluak (z rośliny pangium edule, rosnącej na bagnach namorzynowych Indonezji i Malezji). Keluak przypomina czarny orzech o twardej łupinie i nadaje zupie pożądaną barwę (jest rośliną trującą, a do spożycia nadaje się jedynie po fermentacji). Danie serwuje się z ryżem, kiełkami fasoli, solonymi jajami i pastą sambal. Na terenach zamieszkałych przez muzułmanów może być podawane z certyfikatem halal.
Potrawa pierwotnie przygotowywana była jako danie plebejskie, ale z czasem stała się ulubionym posiłkiem rodziny królewskiej.

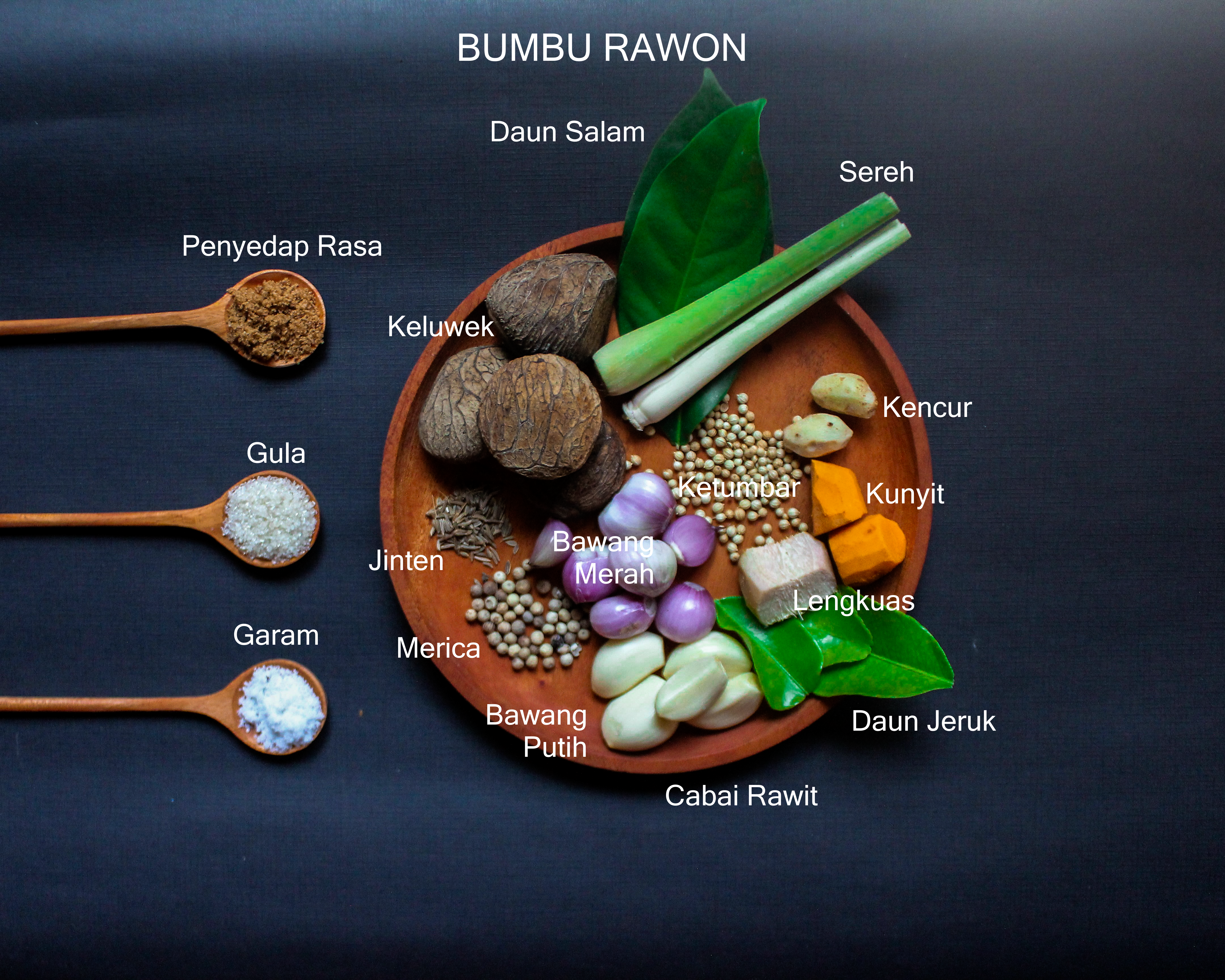
Główne składniki rawon
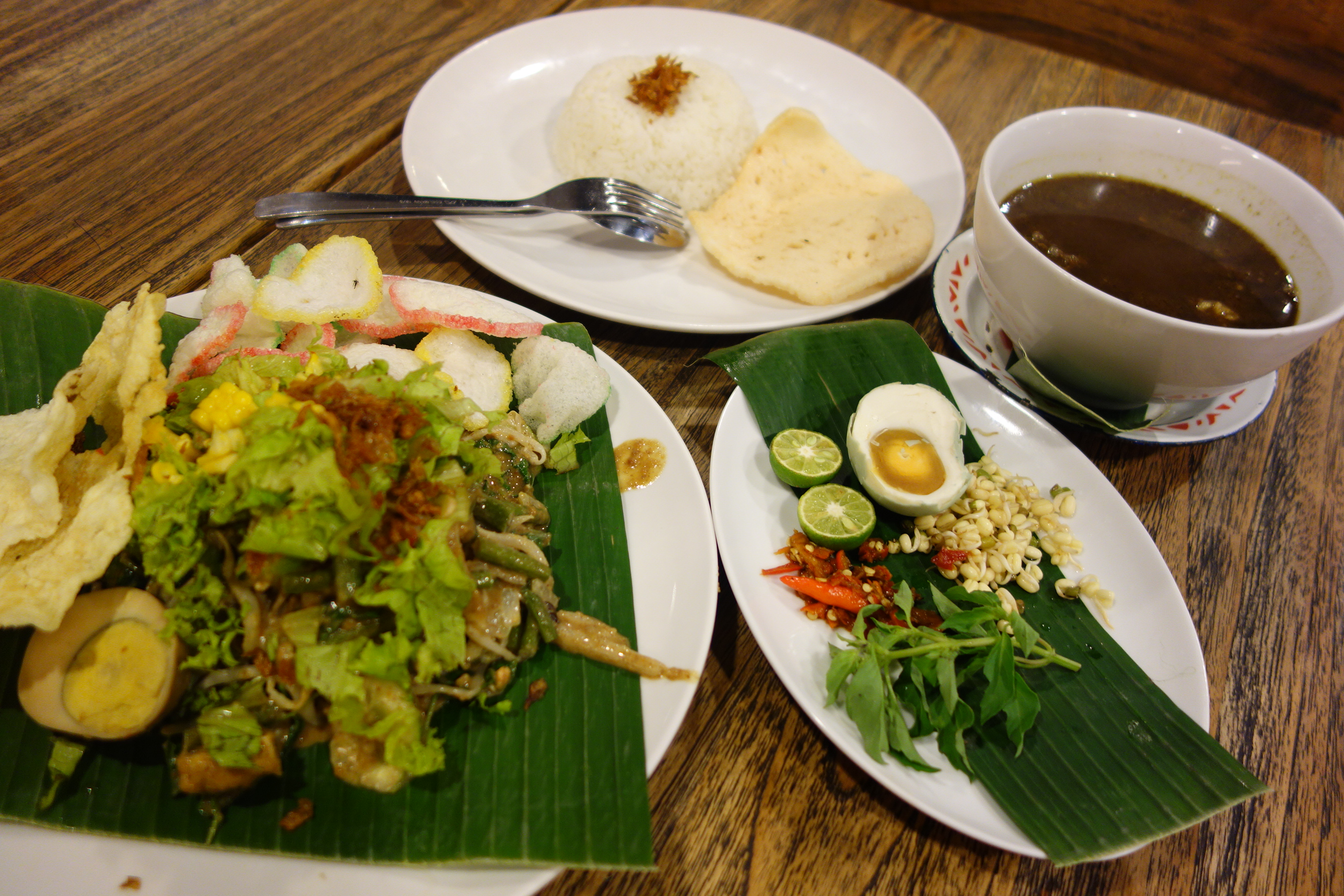
Jawajski posiłek z zupą rawon